# Chamagnieu
Chamagnieu is een gemeente in het Franse departement Isère (regio Auvergne-Rhône-Alpes). De plaats maakt deel uit van het arrondissement La Tour-du-Pin. Chamagnieu telde op 1 januari 2022 1.775 inwoners.

## Geografie
De oppervlakte van Chamagnieu bedroeg op 1 januari 2022 13,7 vierkante kilometer; de bevolkingsdichtheid was toen 129,6 inwoners per km².

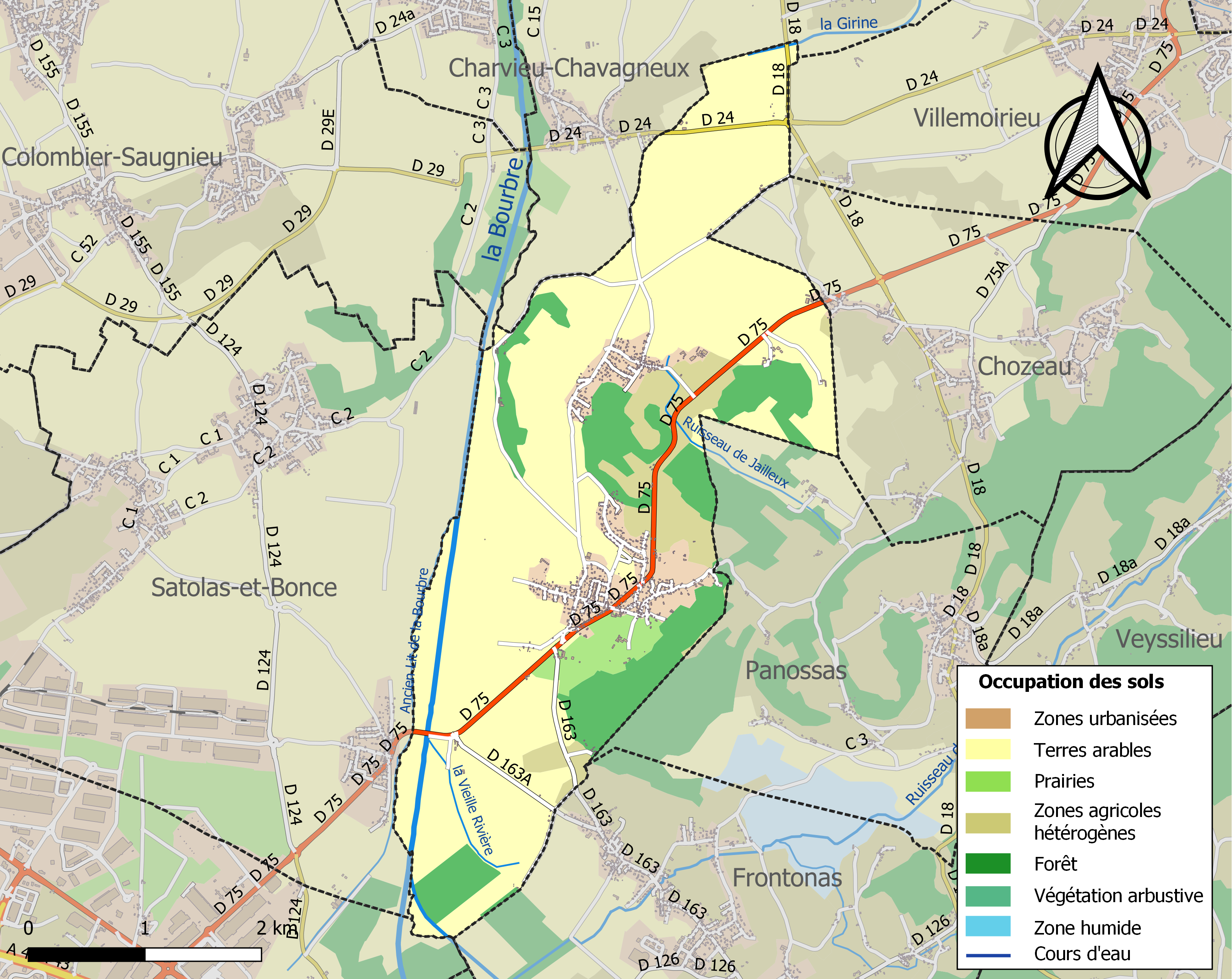
Kaart van de gemeente met de belangrijkste infrastructuur, bodemgebruik en omliggende gemeenten

## Demografie
Onderstaande figuur toont het verloop van het inwonertal (bron: INSEE-tellingen).